# Magnus Simonsson (bryggare)
Nicolaus Magnus Simonsson, född den 28 juli 1855 i Stockholm, död där den 27 november 1938, var en svensk bryggare. 
Efter studier vid Jakobs läroverk och Funcks handelsskola var Magnusson elev vid bryggeriskolan i Weihenstephan i Bayern 1873–1875. Han blev bryggmästare vid Wienerbryggeriet i Stockholm 1875, disponent vid C.G. Piehls bryggeri 1892, verkställande direktör i Münchens bryggeri 1894 och var disponentdirektör för aktiebolaget Stockholms bryggerier 1910–1929. 
Simonsson var ledamot av Bryggeriidkareförbundets förtroendenämnd 1906–1924, ledamot av styrelsen för Svenska bryggareföreningen 1894–1928 samt under olika perioder föreningens vice ordförande (1897–1900), skattmästare och kassadirektör, ledamot av styrelsen för Sydsvenska kreditaktiebolagets Stockholmskontor 1898–1905 och ledamot i bolagets centralstyrelse 1903–1905, direktör för Borgerskapets gubbhus, ledamot i skiljenämnden för handel, industri och sjöfart och för spannmålshandel, styrelseledamot och senare hedersledamot av Kungliga svenska segelsällskapet samt hedersledamot av bryggareföreningarna i Danmark och Norge. Han var ledamot av Stockholms stadsfullmäktige 1902–1906. Magnusson invaldes som ledamot av Lantbruksakademien 1919. Han blev riddare av Vasaorden 1908, av Carl XIII:s orden 1925 och av Nordstjärneorden 1926. Han vilar på Norra begravningsplatsen utanför Stockholm.